# Maurice Petry
Maurice Petry (* 27. Dezember 1955 in Vottem, Lüttich) ist ein ehemaliger belgischer Radrennfahrer und nationaler Meister im Radsport.

## Sportliche Laufbahn
Petry war Bahnradfahrer. Bei den Amateuren siegte er 1974 in der nationalen Meisterschaft im Sprint vor Hugo Maréchal. 1975 wurde er Vize-Meister im Tandemrennen mit Robert Maveau als Partner.
1978 und 1979 fuhr er als Berufsfahrer im Radsportteam Safir. Nachdem Erfolge ausblieben, beendete er seine Laufbahn als Radprofi.